# Grimbiémont
Grimbiémont est un hameau de la commune belge de Marche-en-Famenne située en Région wallonne dans la province de Luxembourg.

## Géographie
Grimbiémont est situé à environ 6,5 km au sud-est de Marche-en-Famenne à une altitude comprise entre 300 et 380 m.